# Jörg Schütze

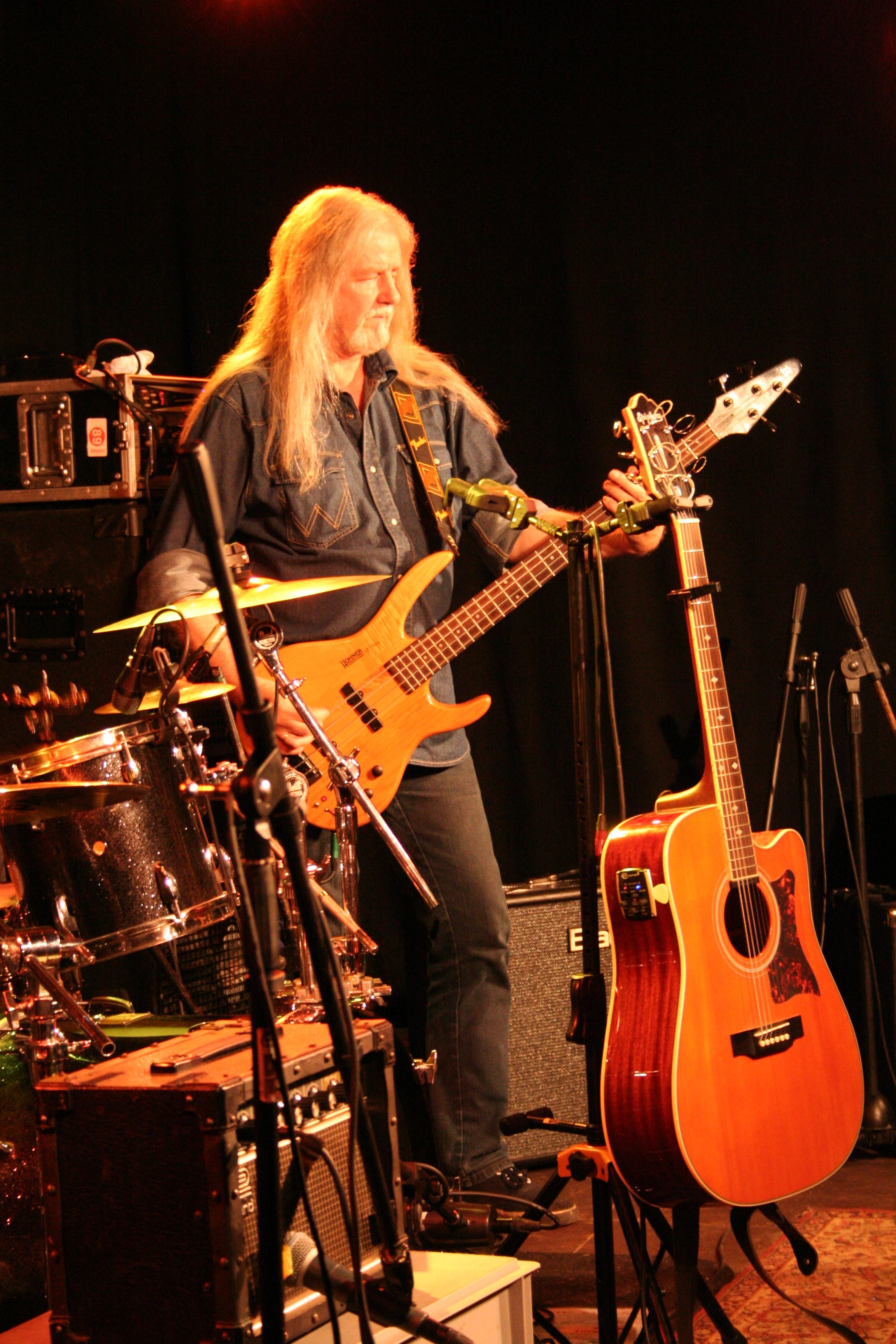
Jörg Schütze 2016 auf dem "Hörbar Blues Festival" in Milow

Jörg „Speiche“ Schütze (* 13. Oktober 1946; † 31. Mai 2020 in Berlin) war ein deutscher Musiker und Bassist. Als ehemaliges Mitglied des Diana Show Quartetts und Gründungsmitglied von Monokel gehörte er zu den wichtigsten Vertretern der Beat- und Blues-Bewegungen der DDR.

## Leben
Weil Jörg Schütze als DDR-Bürger 1958 nicht mehr in Jeans zur Schule gehen konnte, beschloss er, diese zu verlassen und unweit seines elterlichen Wohnorts in Altglienicke bei einem Bauern in Westberlin, für D-Mark, zu arbeiten. Aufgrund des damaligen Umtauschkurses verdiente er schon als Jugendlicher ein Vielfaches von seinem Vater, einem Lokführer, was er vor diesem allerdings geheim hielt. Sein musikalischer Weg begann mit der von seinem Bruder angefachten Leidenschaft zu Blues, Gospel und Louis Armstrong. Bei einem Nachbarn hörte er Rock ’n’ Roll und Little Richard wurde zu einem Vorbild. Die ersten Griffe auf der Gitarre lernte Jörg Schütze klassisch nach Noten. Anfang der 1960er Jahre wurde die Rhythmusgruppe 62, eine Band, die The Shadows coverte, auf ihn aufmerksam. Ihr fehlte ein Bassist und so spielte Schütze dort eine Gitarre mit Klaviersaiten. Nach eigenen Aussagen beherrschte er zu diesem Zeitpunkt das Instrument noch nicht, weshalb er bei den ersten Auftritten das Kabel an keinen Verstärker anschloss und es nur lose hinter die Bühne warf. Jedoch lernte er schnell und schaute sich die Bassläufe von der linken Hand am Boogie-Woogie-Piano ab. Dazu nahm er Unterricht bei Dieter Franke, dem Gründer des Franke Echo Quintetts, einem frühen Wegbereiter der Beat-Bewegung in der DDR.
1964 spielte Jörg Schütze mit mehreren dem Beat zugewandten Jazzmusikern in der „Sputnik Band Potsdam“. In dieser Zeit wurde er von Musikern des von Achim Mentzel gegründeten Diana Show Quartetts angesprochen, die auf der Suche nach einem Bassisten waren und seinerzeit Songs der Rolling Stones, der Animals und der Kinks spielten. Als die DDR-Führung ihre Einstellung zum Beat änderte und 1965 allein in Leipzig fast alle der registrierten Bands verbot, war auch das Diana Show Quintett von Repressalien betroffen. Als Schütze im selben Jahr versuchte, über die seit vier Jahren geschlossene innerdeutsche Grenze in Berlin zu gelangen, um die Rolling Stones auf der Waldbühne zu sehen, missglückte der Fluchtversuch. Nachdem er denunziert worden war, wurde er während eines Konzerts des Diana Show Quintetts in der Pause hinter der Bühne verhaftet und ins Gefängnis gebracht. Dies stellte auch den Anfang vom Ende der Band dar, die sich nach mehreren Einberufungen ihrer Musiker zur NVA 1966 auflöste. Nach zwei Jahren konnte Jörg Schütze das Gefängnis verlassen. Währenddessen war die offizielle Beat-Bewegung des Landes tot. Im Untergrund begegnete er nun der Musik von Jimi Hendrix und Cream, die er als kompliziert empfand. Trotzdem übte er Stücke von John Mayall und Eric Burdon und fand Anschluss bei einer der ersten Rhythm-&-Blues-Kapellen der DDR, dem „B Club 66“.
Als die DDR im Jahr 1968 in ihrem Strafgesetzbuch Paragraphen über „Asoziale“ und „Rowdytum“ einführte, woraufhin Volkspolizei und FDJ in Berlin Jagd auf Jugendliche und Männer mit langen Haaren machten, war auch Jörg Schütze von den Repressalien betroffen. Weil es zu dieser Zeit im tschechischen Prag liberaler zuging, hielt sich der Musiker dort auf. „Wir sahen all diese verrückten Psychedelic- und Blues-Bands. Wir haben tolle Menschen kennengelernt und zusammen musiziert.“, sagte er im Jahr 2016 im Interview mit dem Schall-Musikmagazin. Ein Großteil jener Musiker in Prag strebte Veränderungen im Sozialismus an. Die Reformbewegung des Prager Frühlings fand mit dem Einmarsch von Armeen des Warschauer Paktes ein Ende. Wegen des Gerüchtes, dass auch NVA-Soldaten in der ČSSR einmarschiert seien, beteiligte sich Schütze an Flugblatt-Aktionen und offenen Meinungsbekundungen dagegen. Daraufhin wurde er für weitere 10 Monate in der DDR inhaftiert. Später spielte er in verschiedenen Berliner Bands. Weil ihm die nötige Berufserlaubnis fehlte, verdiente Jörg Schütze mit der Cover-Band „Quintons“ seinen Lebensunterhalt illegal. 1973 wurde er unter dem Vorwurf des „asozialen Verhaltens“ ein weiteres Mal inhaftiert. Unter strengen Auflagen, die Kontaktsperren und Einschränkungen seines Bewegungsradius auch innerhalb Ost-Berlins beinhalteten, kam er nach einigen Monaten frei.
Im Jahr 1976 stellte der Blues-Musiker und Dissident Stefan Diestelmann den Kontakt zwischen Jörg Schütze und Sebastian Baur, Peter Schneider, Wilfried Borchert und Mario Janik her. Zusammen mit dem von Schütze angeworbenen Berliner Sänger Frank Gahler gründeten die Musiker die Band Monokel. Noch im selben Jahr erhielt sie ihre offizielle Einstufung als Amateurband. In ihrem Schaffen legte sich die Band auf eine härtere Gangart des Blues und Südstaaten-Rocks fest. Durch Frank Gahler entstanden eigene, deutschsprachige Stücke, mit denen die Band die Stimmungen jener Zeit erfasste und sie beeinflusste. Die Band erreichte zunehmend eine große Anhängerschaft in der subkulturellen Musikszene. Der Song „Bye Bye Lübben City“ wurde eine Hymne der Blueser und Tramper in der DDR. Monokel spielten über Jahre vor tausenden von Besuchern bis zu 15 Konzerte im Monat, darunter häufig im ehemaligen, bis 1991 bestehenden Kulturpark Plänterwald.
Immer wieder kam es in der Band auch aufgrund von Ausreiseanträgen zu Besetzungswechseln. Den prägnantesten stellte 1981 der Wechsel von Frank Gahler zu NO 55 dar. Für ihn kam Bernd Buchholz. 1986 erschien das erste Album, für dessen Einspielung die Band nur einen Tag Aufnahmezeit in den Amiga-Studios bekam. Jörg Schütze hatte in jener Zeit Reiseverbot ins Ausland. Zu besonderen Anlässen wie zu einer Monokel-Tour zusammen mit Hans die Geige an verschiedenen Orten der Trasse in der Sowjetunion durfte er jedoch reisen. Nur wenige Stunden nach dem Mauerfall lernte Schütze während einer Session in Kreuzberg die Musiker Heinz Glass und Jürgen Bailey kennen. Mit der Heinz Glass Band tourten Monokel nun auch durch den Westen bis in die französische Provence. Ein Jahr später fand eine Tour mit Stefan Diestelmann statt. Dann brachen die Zuschauerzahlen für ehemalige DDR-Bands auf den Konzerten dramatisch ein. 1992 eröffnete Speiche im ehemaligen Proberaum der Band auf dem Prenzlauer Berg in der Raumerstrasse eine Rock- und Blueskneipe, die bis heute besteht.
1995 nahmen Monokel ihren zweiten Tonträger auf. Zu diesem Zeitpunkt war die Band bereits zerstritten. Jörg Schütze verließ Monokel daraufhin und gründete die „Monokel Blues Band“. Zudem ließ er sich den Namen „Monokel“ rechtlich schützen. Mit anderen Monokel-(Ex-)Mitgliedern kam es daraufhin zum juristischen Streit um den Namen, in dessen Folge es zwei Monokel-Bands mit jeweiligen Namenszusätzen gab. Schütze spielte fortan mit Heinz Glass, Jürgen Bailey, Bernd Buchholz und Bernd Damitz als „Speiches Monokel“. Bei einem schweren Verkehrsunfall nach einem Konzert in Thüringen im Jahr 2006 starb der Tourmanager der Band. Bernd Buchholz musste wiederbelebt werden und Jörg Schütze erlebte seinen 60. Geburtstag mit einem gebrochenen Brustwirbel auf der Intensivstation. Zu Jubiläen der Band spielte Schütze mit Ex- und Gründungsmitgliedern von Monokel wie zum 35. Bandbestehen im Berliner Kesselhaus. Anlässlich des 40. Geburtstags der Band und Jörg Schützes 70. Geburtstags ging im Jahr 2016 eine Band namens „Monokel 40/70“ auf die erfolgreichste Tour nach der Wende durch viele Städte und Ortschaften der Ex-DDR und nach Prag. Neben Sebastian Baur (heute bei Knorkator) waren mit Frank Gahler und Bernd Buchholz beide Monokel-Sänger an Bord, verstärkt durch den East-Blues-Experience-Gitarristen Peter Schmidt und Schlagzeuger Olli Becker. Das Abschlusskonzert vom 27. Dezember 2016 im Kesselhaus Berlin wurde im Herbst 2017 als CD und DVD veröffentlicht.
Nach diesem Konzert legte Schützes Band, zu der nun Peter Schmidt (Gitarre, Gesang), Bernd Buchholz (Gesang), Olli Becker (Schlagzeug) und Axel Merseburger (Gitarre) gehörten, auf Drängen der Bandmitglieder den Namen „Monokel“ ab und agierte fortan als „Speiches M“. Sie arbeitete an neuen Stücken und machte Aufnahmen mit Jürgen Block im Blockhausstudio in Lütte, die allerdings nicht mehr veröffentlicht wurden. Im Jahr 2018 wurde bei Jörg Schütze Lungenkrebs diagnostiziert. Im September desselben Jahres gaben „Speiches M“ das letzte Konzert in Schützes Heimatstadt Berlin auf der Biesdorfer Parkbühne. Das letzte Konzert der Band fand am 26. Oktober 2018 in der Kulturbastion Torgau statt. Im Juli 2019 stand Jörg Schütze noch einmal als Bassist auf der Bühne und spielte bei einer „Monokel All Star Session“ auf der Spremberger "Rock- und Blues-Nacht" mit. Jörg Schütze starb am 31. Mai 2020 im Kreise seiner Familie in Berlin.
Speiches Monokel Blues Band war 2015 der Unplugged-Opener zur Eröffnung des Ostrockmuseums in Kröpelin, in der Besetzung Olli Becker, Bernd Buchholz, Frank Gala, Heinz Glass und Jörg Speiche Schütze.

## Diskographie (Auswahl)

### LPs
- 1986: MONOKEL – Fünf nette, junge Herren die 1a Kraftblues machen (Amiga)

### CDs
- 1995: Monokel (Buschfunk)
- 1996: M.O.N.O.K.E.L. – Möchten ohne Not oder Kummer ewig leben (Grauzone)
- 2000: Nachlass eines Aussteigers – live (Eigenproduktion)
- 2017: Monokel – 40 Jahre Monokel – 70 Jahre Speiche (live) (Buschfunk)

### DVDs
- 2011: Live auf dem Alex
- 2017: Monokel – 40 Jahre Monokel – 70 Jahre Speiche (live) (Buschfunk)